# Bataille de La Roche-l'Abeille
Troisième guerre de Religion (1568-1570)
Batailles
Guerres de Religion en France
Prélude
- Mérindol (1545)
- Amboise (1560)
- Colloque de Poissy (1561)

Première guerre de Religion (1562-1563)
- Édit de Saint-Germain (1562)
- Massacre de Wassy (1562)
- Toulouse (1562)
- Vergt (1562)
- Rouen (1562)
- Dreux (1562)
- Orléans (1563)
- Paix d'Amboise (1563)

Deuxième guerre de Religion (1567-1568)
- Surprise de Meaux (1567)
- Michelade (1567)
- Saint-Denis (1567)
- Chartres (1568)
- Paix de Longjumeau (1568)

Troisième guerre de Religion (1568-1570)
- Jarnac (1569)
- La Roche-l'Abeille (1569)
- Poitiers (1569)
- Orthez (1569)
- Montcontour (1569)
- Pamproux (1569)
- Saint-Jean-d'Angély (1569)
- Arnay-le-Duc (1570)
- Rabastens (1570)
- Paix de Saint-Germain-en-Laye (1570)

Quatrième guerre de Religion (1572-1573)
- Saint-Barthélemy (1572)
- Sancerre (1572-1573)
- Sommières (1573)
- La Rochelle (1573)

Cinquième guerre de Religion (1574-1576)
- Dormans (1575)
- Édit de Beaulieu (1576)

Sixième guerre de Religion (1577)
- Paix de Bergerac (1577)
- Édit de Poitiers (1577)

Septième guerre de Religion (1579-1580)
- Traité de Nérac (1579)
- Paix du Fleix (1580)

Huitième guerre de Religion (1585-1598) 
Guerre des Trois Henri

- Traité de Joinville (1584)
- Édit de Nemours (1585)
- Jarrie (1587)
- Coutras (1587)
- Vimory (1587)
- Auneau (1587)
- Journée des Barricades (1588)
- Arques (1589)
- Ivry (1590)
- Paris (1590)
- Journée des Farines (1591)
- Chartes (1591)
- Poncharra (1591)
- Châtillon (1591)
- Rouen (1591-1592)
- Craon (1592)
- Port-Ringeard (1593)
- Fort Crozon (1594)
- Fontaine-Française (1595)
- Doullens (1595)
- Amiens (1597)
- Édit de Nantes (1598)

Rébellions huguenotes (1621-1629)
- Saumur (1621)
- Saint-Jean-d'Angély (1621)
- La Rochelle (1621)
- Montauban (1621)
- Riez (1622)
- Royan (1622)
- Sainte-Foy (1622)
- Nègrepelisse (1622)
- Saint-Antonin (1622)
- Montpellier (1622)
- Saint-Martin-de-Ré (1622)
- Traité de Montpellier (1622)
- Blavet (1625)
- Île de Ré (1625)
- Traité de Paris (1626)
- Saint-Martin-de-Ré (1627)
- La Rochelle (1627-1628)
- Privas (1629)
- Alès (1629)
- Montauban (1629)
- Paix d'Alès (1629)

Révocation de l'édit de Nantes (1685)
La bataille de La Roche-l'Abeille voit s’opposer, au cours de la troisième guerre de Religion (en France), l’armée royale commandée par le duc d’Anjou, à l’armée protestante de l’amiral de Coligny.

## Campagne précédant la bataille
La troisième guerre de Religion a commencé par un soulèvement des villes protestantes et la formation d’une armée. Cette armée a fait le siège et pris quelques villes du Poitou, plus Angoulême et Cognac, sous le commandement du prince de Condé.
Celui-ci est assassiné à la bataille de Jarnac (le 13 mars 1569). Pour pouvoir affronter l’armée royale, Coligny qui prend le commandement de l’armée, la mène vers le Limousin, afin d’y rejoindre les mercenaires que lui conduit le duc de Deux-Ponts, Wolfgang de Bavière. Après un bref combat contre un détachement de l’armée royale, celui-ci peut franchir la Vienne à Aixe, mais meurt le 18 juin à Nexon. La jonction entre troupes protestantes se fait cependant à Châlus, pour un total d’environ vingt-cinq mille hommes.
Le duc d’Anjou campe en avant de Saint-Yrieix pour protéger la ville, avec une armée sensiblement équivalente.

## Bataille
L’arrivée des protestants le surprend, ce qui leur donne l’avantage au début de la bataille. Le colonel général de l’infanterie royale, Philippe Strozzi, réussit cependant à rétablir la situation. Une manœuvre de Coligny menace d’envelopper l’armée royale, qui doit battre en retraite et céder le passage aux protestants.

## Suites de la bataille
La victoire de Coligny est loin d’être décisive, mais lui permet de s’ouvrir une route vers le Périgord. L’armée protestante fait peu de prisonniers : le plus fameux est le colonel général Philippe Strozzi.
Dans les jours qui suivent, l’armée protestante massacre des centaines de paysans, notamment à La Roche-l'Abeille même, en Limousin, et à La Chapelle-Faucher, en Périgord, en représailles de la mort de Condé, et de Paulon de Mauvans.